# Liptovská pomazánka
Liptovská pomazánka (slovensky Liptovská nátierka, německy Liptauer Käse, maďarsky Körözot, v liptovském nářečí Šmirkas) je pochoutka studené kuchyně, která vznikla na Slovensku a rozšířila se po celé střední Evropě.

## Recept
Liptovská pomazánka se vyrábí z brynzy, která se utře nebo rozmixuje s máslem, drobně nakrájenou cibulí a mletou sladkou paprikou (někdo přidává také kmín, hořčici nebo pažitku), konzistenci lze upravit přidáním zakysané smetany. Podává se s pečivem jako dip nebo se maže na černý chleba, popř. topinku, který se obloží plátky sladkokyselých okurek, ředkvičky, rajčat, kapie, sardelovými očky nebo kapary. Liptovská pomazánka také může sloužit jako výchozí surovina k přípravě demikátu.